# María Rosa Fugazot
Maria Rosa Fugazot (n. 20 decembrie 1942, Buenos Aires, Argentina) este o actriță și cântăreață argentiniană.

## Cariera profesională
Este fiica Mariei Esther Gamas și a lui Roberto Fugazot. A debutat în teatru la vârsta de 15 ani, abordând mai multe genuri, cum ar fi comedie, dramă, spectacole de revistă etc. A făcut parte pe post de cântăreață în orchestra lui Eddie Pequenino, l-a însoțit pe Frank Sinatra Jr.. În 1966 a debutat în cinematografie cu un rol mic în Las locas del conventillo de Fernando Ayala, iar în 1967 a jucat în Operación Ja-Já de Hugo și Gerardo Sofovich, alături de mari actori de comedie precum Fidel Pintos, Vincent La Russa, Juan Carlos Altavista, César Bertrand și alții.
A jucat apoi în telenovele și filme de televiziune ca Alberto y Susana, Los caballeros de la cama redonda, Mi novia el... și El rey de los exhortos, alături de actori ca Alberto Olmedo, Jorge Porcel, Susana Giménez și Julio de Grazia. În anii 1980 a apărut în telenovele regizate de frații Sofovich ca La peluquería de don Mateo, cu Jorge Porcel, și în filmele Chúmbale și El día que me amen.
În 1989 a apărut în Las comedias de Darío Vittori în rolul Robertei, în episodul «De profesión: mano derecha», alături de Pachi Armas, Maria Fiorentino, María José Demare și Carlos Mena.
A jucat pe scenele de teatru în spectacole precum Liva de vișini, Espíritu travieso, La pulga en la oreja, Locos de verano, Así es la vida, No hay que llorar, Los muchachos de antes no usan gomina, Nenucha: la envenenadora de Montserrat, Chicago, Alicia Maravilla, Zorba Grecul, Porteñas, Flores de acero, El champán las pone mimosas, Pobres pero casi honradas, Nosotras que nos queremos tanto, Las chicas del calendario, Venecia, Danza de verano, Sor-presas și în serialele de televiziune Apasionada, El humor es más fuerte, El día que me quieras, Mamitas, El nieto de Don Mateo, Culpables, Kachorra, Tiempo final. În anii 2000 a apărut în telenovele de mare succes ca Durmiendo con mi jefe, Los Roldán și Amas de casa desesperadas. În 2008 a apărut pentru ultima oară într-un film de cinema în  Ningún amor es perfecto, de Pablo Sofovich. În anii 2011 și 2012 a avut roluri principale în telenovelele El puntero și Sos mi hombre.
În 2012 a colaborat la albumul Así es mi amor de fiul lui Javier Caumont. A interpretat alături de el «Si a veces hablo de ti», care a fost piesa câștigătoare a Diplomei de Excelență la Festivalul Internațional al Cântecului din California (Statele Unite ale Americii), în 2013.
În 2014 a preluat rolul lăsat vacant de Norma Pons și care le-a consacrat pe amândouă ca mari actrițe dramatice: Bernarda Alba din piesa La casa de Bernarda Alba de Federico García Lorca.
Tatăl ei a fost muzicianul și actorul Roberto Fugazot, iar mama ei a fost actrița María Esther Gamas. În 1970 s-a căsătorit cu actorul Cesar Bertrand (1934-2008), cu care a avut un copil: actorul și regizorul René Bertrand (1971-).

## Filmografie
- Ningún amor es perfecto (2008)
- El día que me amen (2003)
- Chúmbale (2002)
- Los superagentes contra los fantasmas (1986)
- El rey de los exhortos (1979)
- Mi novia el... (1975)
- Los caballeros de la cama redonda (1973)
- Las locas del conventillo (1966)

## Filme de televiziune
- Ultimátum (2016)
- Si solo si (2016)
- Sos mi hombre (2012)
- El puntero (2011)
- Los Roldán (2004)
- Durmiendo con mi jefe (2003)
- Kachorra (2002)
- Culpables (2001)
- El nieto de Don Mateo (2000)
- Mamitas (1999)
- El humor es más fuerte (1994)
- El día que me quieras (1994)
- Apasionada (1993)
- Operación Ja-Ja (1991)
- La pensión de la Porota (1990)
- La bonita página (1990)
- Casi una pareja (1982)
- Porcel para todos (1982)
- Alberto y Susana (1980)
- Operación Ja-Ja (1967)

## Legături externe
- Ficha de María Rosa Fugazot en el sitio web Alternativa Teatral.
- Ficha de María Rosa Fugazot Arhivat în 2 aprilie 2017, la Wayback Machine. en el sitio web Red Teatral.